# 西大街街道 (武威市)
西大街街道，是中华人民共和国甘肃省武威市凉州区下辖的一个乡镇级行政单位。

## 行政区划
西大街街道下辖以下地区：
达府社区、雨亭巷社区、靶场社区、东小井社区和仓巷社区。